# کامپاری
کامپاری (ایتالیایی: Campari) یک نوشیدنی لیکور الکلی ایتالیایی است که به‌عنوان یک آپریتیف (نوشیدنی قبل از غذا) (با درصد الکل ۲۰٫۵ تا ۲۸٫۵ درصد، بسته به کشوری که در آن فروخته می‌شود)، از خیساندن سبزیجات و میوه‌ها (از جمله چینوتو و کاسکاریلا) در الکل و آب به دست می‌آید. کامپاری یک نوع نوشیدنی تلخ است که از رنگ جگری‌اش (قرمز تیره) ‌شناخته می‌شود.

## کاربردها
کامپاری بیشتر در کوکتل‌ها استفاده می‌شود و معمولاً با سودا یا آب مرکبات (اغلب آب گریپ فروت صورتی) سرو می‌شود. این نوشیدنی در بیشتر موارد با تکه‌های پرتقال خونی یا لیموترش خونی (عمدتاً در استرالیا) تزئین یا به صورت مخلوط با پروسکو به‌عنوان کوکتل اسپریتز ارائه می‌شود. این نوشیدنی محصول گروه کامپاری، یک شرکت چندملیتی مستقر در ایتالیا است.

## تصاویر

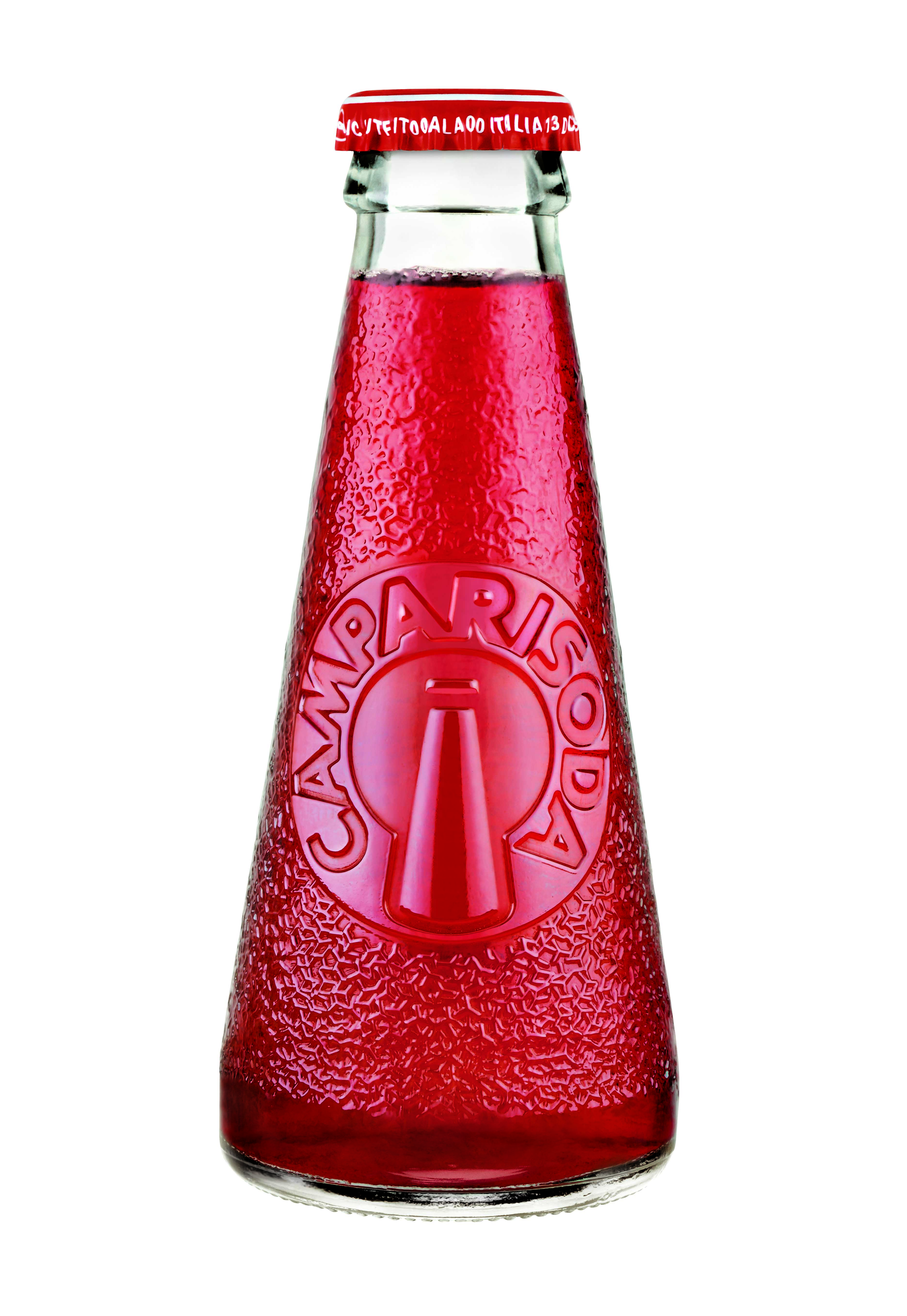
کمپاری با سودا